# Rondeletia odorata
Rondeletia odorata là một loài thực vật có hoa trong họ Thiến thảo. Loài này được Jacq. miêu tả khoa học đầu tiên năm 1760.

## Hình ảnh

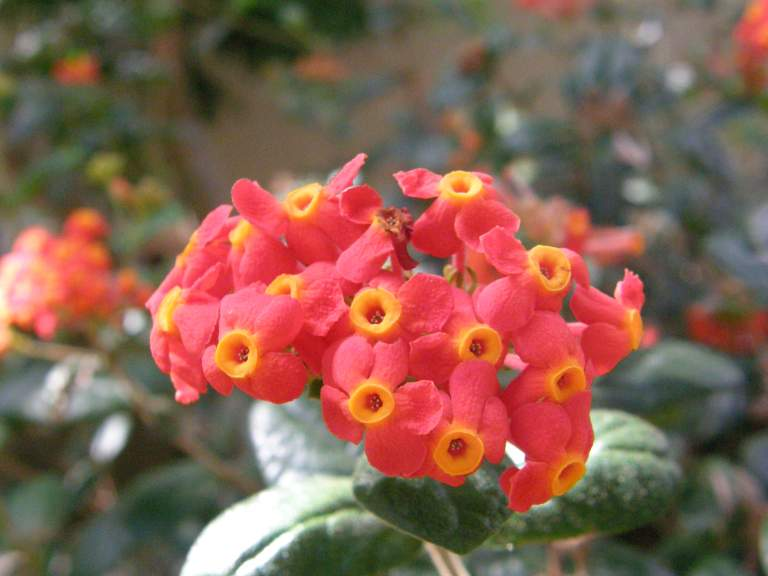
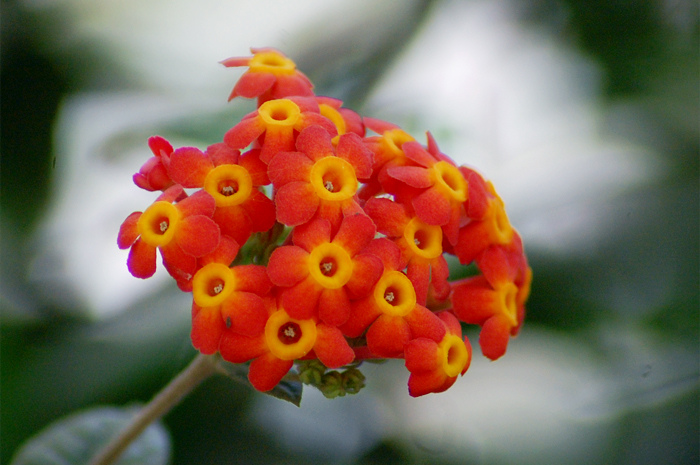
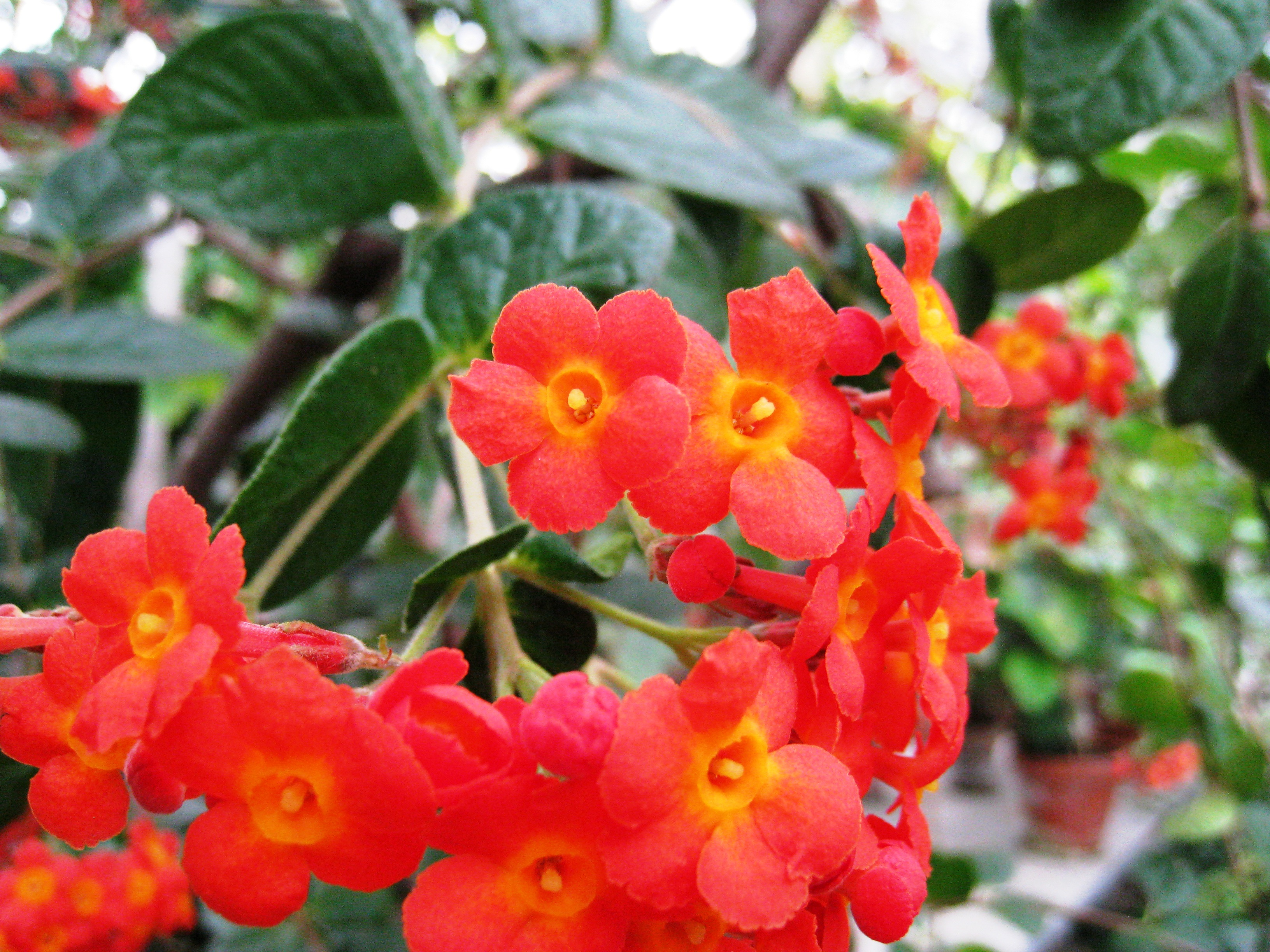
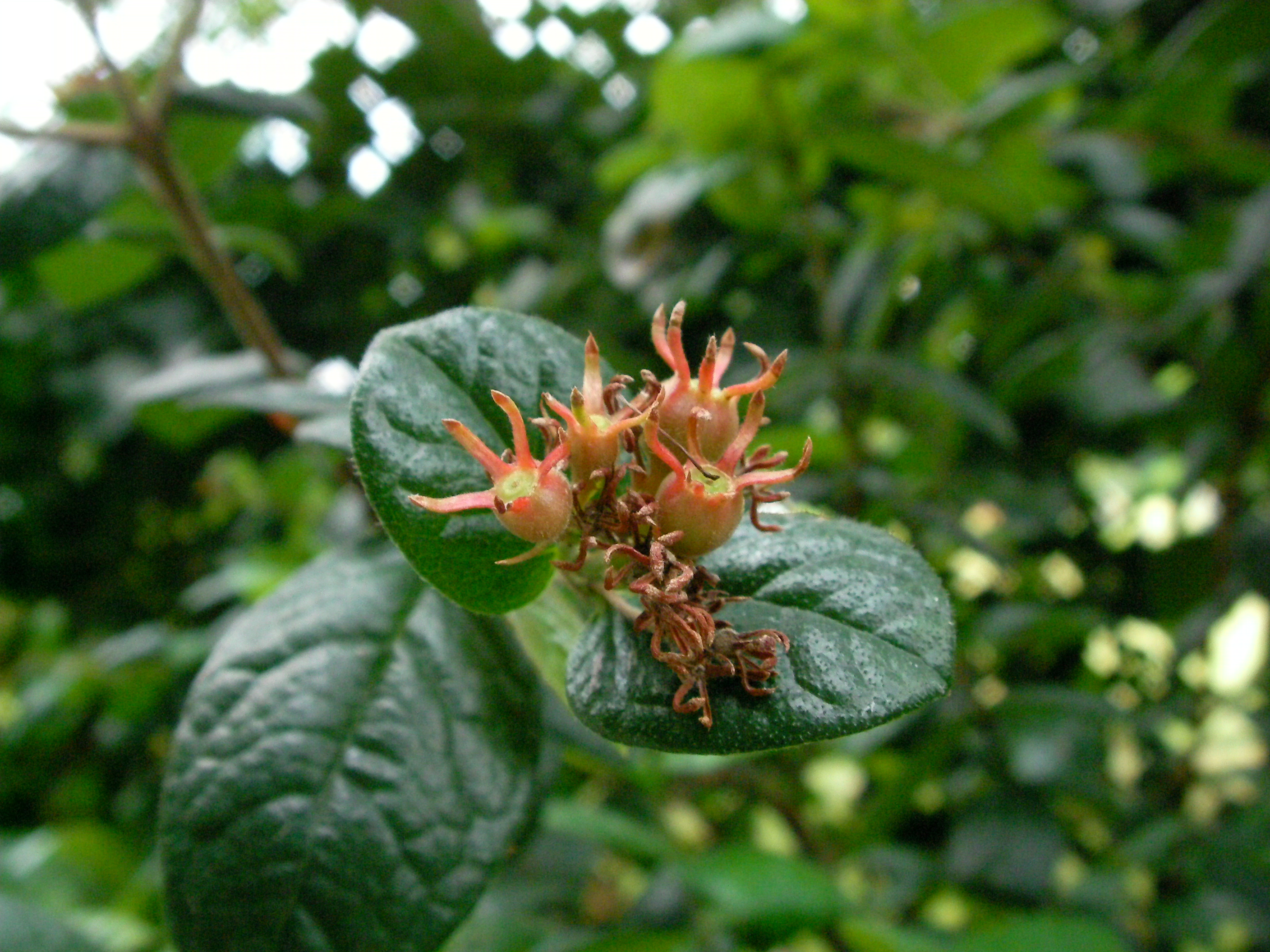